# استاد، همسر و گنگستر ۳
استاد، همسر و گنگستر ۳ (به هندی: Saheb, Biwi Aur Gangster 3) فیلمی محصول سال ۲۰۱۸ و به کارگردانی تیگمانشو دولیا است. در این فیلم بازیگرانی همچون سانجی دات، جیمی شرگیل، ماهی گل، چیترانگادا سینگ، سوها علی خان، دیپاک تیجوری، کبیر بدی، نفیسه علی، ذاکر حسین ایفای نقش کرده‌اند.
قسمت نخست این فیلم استاد، همسر و گنگستر نام دارد و قسمت دوم این فیلم با نام استاد، همسر و گنگستر باز می‌گرند می‌باشد.